# Roberto Cordeschi
Roberto Cordeschi (L'Aquila, 10 luglio 1946 – Roma, 12 ottobre 2014) è stato un filosofo italiano.

## Biografia
Roberto Cordeschi nasce a L'Aquila il 10 luglio 1946. Nel 1965 dalla sua città natale si trasferisce a Roma dove intraprende gli studi in filosofia alla Sapienza - Università di Roma sotto la supervisione di Vittorio Somenzi. Si appassiona subito alla storia della Cibernetica, di cui Somenzi fu tra i primi studiosi e contributori in Italia. Con la co-supervisione di Lucio Lombardo Radice discute una tesi sui Teoremi di incompletezza di Gödel. Tra il 1970 e il 1972 insegna in alcuni licei statali: prima a Morino (AQ), poi ad Avezzano (AQ) e successivamente a Torino. Durante il periodo di insegnamento liceale inizia a collaborare all'attività didattica universitaria svolgendo una serie di seminari all'interno del suo ateneo. Tra il 1972 e il 1980 continua e consolida la sua attività accademica all'interno della Sapienza grazie ad una serie di borse di studio e di assegni di ricerca. A partire dal 1980 e fino al 1988 ricopre il ruolo di ricercatore associato sempre nel suo ateneo di origine. Nel 1988 viene nominato professore associato nel Dipartimento di Filosofia dell'Università degli Studi di Salerno. 
Successivamente, nel 2000, viene inquadrato come professore di Logica e Filosofia della scienza e nel 2002 diventa direttore del corso di laurea in Scienze della comunicazione. Dopo gli intensi anni di ricerca che caratterizzarono il periodo salernitano (tra i suoi studenti di questo periodo lo scienziato cognitivo Antonio Lieto) , Cordeschi lascia Salerno nel 2005 per una cattedra in Filosofia della scienza nella sua Alma mater. Insegnerà qui, nel Dipartimento di studi filosofici ed epistemologici, Filosofia della Scienza e Filosofia dell'intelligenza artificiale e delle scienze cognitive fino alla sua prematura scomparsa nel 2014.

## Pensiero
Le sue ricerche hanno riguardato la storia dell'intelligenza artificiale, della cibernetica e della protocibernetica. Si è profondamente occupato del ruolo esplicativo degli artefatti nella comprensione della mente umana dalla protocibernetica fino alle recenti tendenze dell'intelligenza artificiale.

## Opere e Pubblicazioni
- Cordeschi, R., Tamburrini G. (2015). Alan Turing e il programma di ricerca dell’intelligenza artificiale. In: Hosni H., a cura di. Menti e macchine. Alan Mathison Turing a cento anni dalla nascita. Pisa: Edizioni della Normale: 87-126.
- Boccignone, G., Cordeschi R. (2015). Coping with levels of explanation in the behavioral sciences. Frontiers in Psychology, 6: 4-5.
- Boccignone, G., Cordeschi, R., eds. (2015). What levels of explanation in the behavioural sciences? Lausanne: Frontiers media. Doi: 10.3389/978-2-88919-597-8.
- Cordeschi, R. (2013). Automatic decision-making and reliability in robotic system: some implications in the case of robot weapons. AI and Society, 28: 431-441.
- Cordeschi, R., Numerico, T. (2013). La cibernetica in Italia. In: Clericuzio A. e Ricci S., a cura di. Il contributo italiano alla storia del pensiero. Roma: Scienze, Istituto della Enciclopedia Italiana: 563-570.
- Boccignone, G., Cordeschi R. (2012). Predictive brains: forethought and the levels of explanation. Frontiers in Psychology 6: 213. Doi: 10.3389/ fpsyg.2015.00213.
- Cordeschi R., Tamburrini G. (2012). Un padrino per l’Intelligenza Artificiale. Sapere, 78, 4: 20-27.
- Cordeschi R., Tamburrini G. (2012). L’intelligenza meccanica. Alan Turing (1912-1954). Alfabeta2, 3, 21.
- Numerico, T., Cordeschi R. (2012). Dalla cibernetica a internet: etica e politica tra mondo reale e mondo virtuale. In: Marini, L., Carlino, A., a cura di. Il post-umano e l’etica del nuovo. Dal corpo bionico al corpo sintetico. Roma: Carocci: 124-134.
- Continenza, B., Corbellini, G., Cordeschi, R., Gagliasso, E., Morabito, C., Stanzione, M., a cura di (2011). Vittorio Somenzi. 1918-2003. Antologia e testimonianze. Mantova: Fondazione Banca Agricola Mantovana.
- Corbellini G., Cordeschi, R. (2011). Natura, machine, cervello e conoscenza: attualità del pensiero di Vittorio Somenzi. In: Continenza, B., Corbellini, G., Cordeschi, R., Gagliasso E., Morabito, C., Stanzione, M., a cura di. Vittorio Somenzi. 1918-2003. Antologia e testimonianze. 33-45. Mantova: Fondazione Banca Agricola Mantovana.
- Cordeschi, R. (2011). Artificial intelligence and evolutionary theory: Herbert Simon’s unifying framework. In: Cellucci, C., Grosholz, E., Ippoliti, E., eds. Logic and knowledge, Newcastle Upon Tyne: Cambridge Scholars Publishing: 197-215.
- Cordeschi, R. (2011). Autonomia delle macchine: dalla cibernetica alla robotica bellica. In: Barlotta, P., Longo, G., Negrotti, M., a cura di. Scienza, tecnologia e valori morali: quale futuro? Roma: Armando: 186-200.
- Cordeschi, R., Frixione, M. (2011). Rappresentare i concetti: filosofia, psicologia e modelli computazionali. Sistemi Intelligenti, 13: 25-40.
- Cordeschi, R. (2010). Which kind of machine consciousness? International Journal of Machine Consciousness, 2: 30-33.
- Cordeschi R. (2010). Fare a meno delle metafore: il metodo sintetico e la scienza cognitiva. In: Gagliasso E. e Frezza G., a cura di. Metafore del vivente. Linguaggi e ricerca scientifica tra filosofia, bios e psiche. Milano: Franco Angeli: 113-122.
- Cordeschi, R., D’Avanzo, E. (2009). Nuove prospettive nell’Intelligenza Artiﬁciale, XXI Secolo – Norme e idee. Roma: Istituto della Enciclopedia Italiana Treccani: 183-190.
- Numerico, T., Cordeschi, R. (2009). Norbert Wiener’s vision of the “information society”. Ontology studies / Cuadernos de Ontolología, 8: 111-125.
- Cordeschi, R. (2008). Steps toward the synthetic method: symbolic information precessing and self-organizing systems in early Artificial Intelligence. In: Husbands, P., Holland, O. e Wheeler, M., eds. The mechanical mind in history. Cambridge (MA): MIT Press: 219-258.
- Cordeschi, R. (2008). Quale coscienza artificiale? Sistemi intelligenti, 20, 3: 531-534.
- Cordeschi, R. (2008), The synthetic method: epistemological issues in cognitive science. Sistemi intelligenti, 20, 2: 167-192.
- Somenzi, V., Cordeschi, R. (2008). “Adattamento” e “selezione” nel mondo della natura non vivente e degli artefatti. In: Forestiero, S., Stanzione, M., a cura di. Selezione e selezionismi. Milano: Franco Angeli: 305-319.
- Boccignone, G., Cordeschi, R. (2007). Bayesian models and simulations in cognitive science. Models and Simulations 2, Tilburg: PhilSci-Archive: 1-14.
- Cordeschi, R. (2007). AI turns fifty: revisiting its origins. Applied in Artificial Intelligence, 21: 259-279.
- Cordeschi, R., Frixione, M. (2006). Computazionalismo sotto attacco. In: Cherubini, P., Giarretta, P., Marraffa, M., Paternoster A., a cura di. Cognizione e computazione. Padova: CLEUP: 59-74. English translation: Computationalism under attack. In: Marraffa, M., De Caro, M., Ferretti, F., eds. (2007) Cartographies of the Mind: Philosophy and Psychology in Intersection, Berlin-Heidelberg: Springer: 37-49. Chinese translation: (2011), Beijing: Science Press.
- Cordeschi, R. (2006). Searching in a maze, in search of knowledge. Lecture Notes in Computer science, 4155, Berlin-Heidelberg: Springer: 1-23.
- Cordeschi, R. (2006). Simulation models of organism behavior: some lessons from precybernetic and cybernetic approaches. In: Termini S., ed. Imagination and rigor: essays on Eduardo R. Caianiello’s scientific heritage. Berlin-Milano: Springer: 39-46.
- Cordeschi, R., Frixione M. (2006). Premessa al Documento di Dartmouth, Sistemi Intelligenti, 18, 3: 407-413.
- Cordeschi, R. (2006). AI’s half century. On the thresholds of the Dartmouth conference. IA Retrospettiva, 3, 1-2: 109-114.
- Ligorio, M.B., Cordeschi, R. (2005). Lessons Learnt from CSCL to Enrich E-Learning. 1st International ELeGI Conference on Advanced Technology for Enhanced Learning, Naples, 7:1-7.
- Cordeschi, R., Tamburrini, G. (2005). Intelligent machines and warfare: historical debates and epistemologically motivated concerns. Proceedings of the European Computing and Philosophy Coference (ECAP 2004), London: College Publications: 1-19.
- Numerico, T., Cordeschi, R. (2005). Meno’s dilemma and web mining: the influence of search engines on the discovery process. Yearbook of the Artificial, 3: 175-187.
- Cordeschi, R. (2004). Psicologia, fisicalismo e Intelligenza Artificiale. Teorie e Modelli, 19: 29-41.
- Cordeschi, R. (2004). Cybernetics. In: Floridi L., ed. The blackwell guide to philosophy of computing and information. Oxford: Blackwell: 186-196. Chinese translation: (2010).
- Cordeschi, R. (2004). Graziella Tonfoni, Forme e strutture della comunicazione linguistica. Intersezioni, 24, 1: 171-180.
- Cordeschi, R. (2004). Filosofia dell’intelligenza artificiale. In Floridi L., a cura di. Linee di ricerca, SWIF: 525-551.
- Cordeschi, R. (2003). Una lezione per la scienza cognitiva. Sistemi Intelligenti, 15: 39-44.
- Cordeschi, R. (2003). Funzionalismo e modelli nella Scienza Cognitiva. Forum SWIF on line.
- Cordeschi, R. (2003). Vecchi problemi filosofici per la nuova Intelligenza Artificiale. Networks. Rivista di Filosofia dell’Intelligenza Artificiale e Scienze Cognitive, 1: 1-23.
- Cordeschi, R. (2003). In ricordo di Vittorio Somenzi (1918-2003). Quaderno Filosofi e Classici SWIF on line.
- Burattini, E., Cordeschi R., a cura di (2001). Intelligenza artificiale. Manuale per le discipline della comunicazione. Roma: Carocci (Second reprint: 2008).
- Cordeschi, R. (2002). The discovery of the artificial: behavior, mind and machines before and beyond cybernetics. Dordrech: Kluwer.
- Cordeschi, R., Tamburrini, G. (2001). L’intelligenza Artificiale: la storia e le idee. In: Burattini E. e Cordeschi R., a cura di. Intelligenza Artificiale. Manuale per le discipline della comunicazione. Roma: Carocci: 15-44.
- Cordeschi, R. (2000). Early connectionism machines. Artificial Intelligence and Society, 14, 3-4: 314-330.
- Somenzi, V., Cordeschi, R. (2000). Naturale e artificiale. In: Di Giandomenico, M., a cura di. L’uomo e la macchina: trent’anni dopo. Filosofia e informatica ieri e oggi. Bari: Edizioni Laterza: 13-29.
- Cordeschi, R., Tamburrini, G., Trautteur, G. (1999). The notion of loop in the study of consciousness. In: Musio C. e Taddei Ferretti C., eds. Neuronal bases and psychological aspects of consciousness. Singapore: World Scientific: 524-540.
- Cordeschi, R. (1998). La scoperta dell’artificiale. Psicologia, filosofia e macchine intorno alla cibernetica. Milano-Bologna: Dunod-Zanichelli
- Cordeschi, R. (1998). “Pensiero meccanico” e giochi dell’imitazione. Sistemi Intelligenti, 10: 44-52.
- Abrusci, V.M., Cellucci, C., Cordeschi, R., Fano, V., eds. (1998). Prospettive della Logica e della Filosofia della scienza. Atti del Convegno SILFS. Pisa: ETS.
- Cordeschi, R., Tamburrini, G. (1997). I modelli della vita mentale, oggi e domani. Giornale Italiano di Psicologia, 3: 657-662.
- Cordeschi, R., a cura di (1996). Filosofia della mente. Quaderni di Le Scienze, 91.
- Cordeschi, R. (1996). The role of heuristics in automated theorem proving. Mathware and Soft Computing, 3: 281-293.
- Cordeschi, R. (1996). L’intelligenza artificiale. In: Bellone, E., Mangione, C., a cura di. Geymonat L., Storia del pensiero scientifico. Il Novecento, vol. 3, Milano: Garzanti: 145-200.
- Somenzi, V., Cordeschi R., a cura di (1994). La filosofia degli automi. Origini dell’intelligenza artificiale. Torino: Bollati Boringhieri.
- Cordeschi, R. (1994). Indagini meccanicistiche sulla mente: la cibernetica e l’intelligenza artificiale. In: Somenzi, V., Cordeschi, R., a cura di. La filosofia degli automi. Origini dell’intelligenza artificiale. Torino: Bollati Boringhieri: 15-52.
- Cordeschi, R., Giannini, M. (1994). Qualche problema per l’IA classica e connessionista. Lettera matematica PRISTEM, 13: 16-19.
- Cordeschi, R. (1994). Una macchina protoconnessionista. In: Cellucci, C., De Maio, M.C., Roncaglia, G., a cura di. Logica e filosofia della scienza: problemi e prospettive. Atti del convegno SILFS, Pisa: ETS: 499-518.
- Cordeschi, R. (1994). Pensée ou calcul? Science et Avenir, 97: 78-83.
- Cordeschi, R. (1993). Le radici moderne del recupero scientifico della teologia. Nuova Civiltà Delle Macchine, 11: 3-4.
- Cordeschi, R. (1992). Scienza e filosofia della scienza. In: Mangione, C., a cura di. Le scienze della mente, Enciclopedia Le Scienze e le Tecnologie. Manuscript.
- Cordeschi, R. (1992). Book review: Roger Penrose, La mente nuova dell’imperatore. La mente, i computer, le leggi della fisica. Milano. Manuscript.
- Cordeschi, R. (1992). A few words on representation and meaning. A comment on a paper by H.A. Simon on scientific discovery. International Studies in the Philosophy of Science, 6: 19-22.
- Cerasoli, M., Cordeschi, R. (1991). Norbert Wiener. In: Negri, A., a cura di. Novecento Filosofico e Scientifico. Protagonisti, vol. 5, Milano: Marzorati: 403-426.
- Cordeschi, R. (1991). Alan M. Turing. In: Negri, A., a cura di. Novecento Filosofico e Scientifico. Protagonisti, vol. 5, Milano: Marzorati: 427-448.
- Cordeschi, R. (1991). The discovery of the artificial: some protocybernetic developments 1930-1940, Artificial Intelligence and Society, 5, 218-238. Reprinted in: Chrisley, R., ed. (2000). Artificial Intelligence: critical concepts in cognitive science, vol. 1, London-New York: Routledge: 301-326.
- Cordeschi, R. (1991). Brain, mind and computers. In: Corsi P., ed. The Enchanted Loom: chapters in the history of neuroscience. Oxford: Oxford University Press.
- Cordeschi, R. (1991). Significato e creatività: un problema per l’intelligenza artificiale. L’Automa spirituale: Menti, Cervelli e Computer, 1015: 189.
- Cordeschi, R. (1991). Distinctive features in men and machines: meaning and creativity. Abstract of Seminar “Human, All to Human”, Rome. Manuscript.
- Cordeschi, R. (1989). Philosophical assumptions in artificial intelligence: a tentative criticism of a criticism, Proceedings of the 5th Österreichische Artificial-Intelligence-Tagung, Berlin: Springer: 359-364.
- Cordeschi, R. (1989). Cervello, mente e calcolatori: précis storico dell’intelligenza artificiale. In: Corsi, P., a cura di. La fabbrica del pensiero. Dall’arte della memoria alle neuroscienze, Milano: Electa: 294-300 (French traslation: Cerveau, esprit et machines: précis historique de l’intelligence artificielle. In Corsi, P., éd. La fabrique de la pensee, aux soins Milano: Electa: 307-312. English translation: Brain, mind and computers: A very brief history of artificial intelligence. In: Corsi, P. [1991], ed. The enchanted loom, Oxford: Oxford University Press: 315-320).
- Cordeschi, R. (1988). Intentional psychology and computational models. In: Leidlmair, K., Neumaier, O., Hrsg. Wozu Kunstliche Intelligenz? (Conceptus-Studien 5), Wien: VWGO: 69-77.
- Continenza, B., Cordeschi, R. (1988). Biological species: individuals or natural kinds? Atti del Congresso “Temi e prospettive della Logica e della Filosofia della scienza contemporanee”, 2, Bologna: CLUEB, 105-108.
- Cordeschi, R (1988). L’intelligenza artificiale tra psicologia e filosofia. Nuova Civiltà delle Macchine, 6, 1-2: 43-52.
- Cordeschi, R., (1987). Italian edition of the book of Putnam H., Mente, linguaggio e realtà. Milano: Adelphi.
- Cordeschi, R. (1987). Purpose, feedback and homeostasis: dimension of a controversy in psychological theory. In: Bem S. e Rappard H., eds. Studies in the history of psychology and the social science 4, Leiden: Psychologisch Istituut: 119-129.
- Cordeschi, R. (1986). Kenneth Craik and the “mechanistic tendency of modern psychology”, Rivista di Storia della Scienza, 3: 237-256.
- Cordeschi, R. (1985). Linguaggio mentalistico e modelli meccanici della mente. Osservazioni sulla relazione di Margaret Boden. Manuscript.
- Cordeschi, R. (1985). Mechanical models in psychology in the 1950s. In: Bem S., Rappard H. and van Horn W., eds. Studies in the History of Psychology and the Social Science 3, Leiden: Psychologisch Istituut, 28-42.
- Cordeschi, R. (1984). L’evoluzione dei calcolatori e l’intelligenza artificiale. Manuscript.
- Cordeschi, R. (1984). Craik e la psicologia meccanicistica, Storia e critica della psicologia, 5, 1: 161-175.
- Cordeschi, R. (1984). La teoria dell’elaborazione umana dell’informazione. Aspetti critici e problemi metodologici. In: Continenza, B., Cordeschi, R., Gagliasso, E., Ludovico, A., Stanzione, M., a cura di. Evoluzione e modelli. Il concetto di adattamento nelle teorie dei sistemi biologici, culturali e artificiali. Roma: Editori Riuniti: 321-422.
- Cordeschi, R. (1983). Dal comportamentismo alla simulazione del comportamento. Storia e Critica della Psicologia, 4, 87-113.
- Cordeschi, R. (1982). I sillogismi di Lullo. Atti del Convegno Internazionale di Storia della Logica. San Gimignano: 259-264.
- Cordeschi, R. (1978). Il duro lavoro del concetto: il neoidealismo e la razionalità scientifica. Giornale critico della Filosofia Italiana, LVII (LIX): 334-356.
- Cordeschi, R., Mecacci, L. (1978). La psicologia come scienza autonoma: Croce, De Sarlo e gli “sperimentalisti”. Per un’analisi storica e critica della Psicologia, 2: 3-32.
- Cordeschi, R. (1977). Dietro una recensione crociana di Couturat. Quaderni di Matematica, 1: 69-74.
- Cordeschi, R. (1977). Review of the book of Nilsson N.J., Metodi per la risoluzione dei problemi nell’intelligenza artificiale, Per un’analisi storica e critica della psicologia, 2. Manuscript.
- Cordeschi, R., Mecacci, L. (1977). La psicologia tra scienze della natura e scienze dello spirito: Croce e De Sarlo. In: Cimino G., Dazzi N. (1980), a cura di. Gli studi di psicologia in Italia: Aspetti teorici scientifici e ideologici, Quaderni di storia critica della scienza. Nuova serie. 9, Pisa: Domus Galileana: 69-373.
- Cordeschi, R. (1977). Una critica del naturalismo: note sulla concezione crociana delle scienze. Critica marxista, 1: 163-188.
- Cellucci, C., Cordeschi, R., De Mauro, T., Freguglia, P., Giannantoni, G., Levi, R., Lombardo Radice, L., Veit, B., a cura di (1976). Introduzione alla logica. Roma: Editori Riuniti.
- Cordeschi, R., Levi R. (1976). Predicati. In: Cellucci, C., Cordeschi, R., De Mauro, T., Freguglia, P., Giannantoni, G., Levi, R., Lombardo Radice, L., Veit, B., a cura di (1976). Introduzione alla logica. Roma: Editori Riuniti.
- Cordeschi, R. (1975). Italian edition of the book of Novikov P.S., Elementi di logica matematica. Roma: Editori Riuniti.
- Cordeschi, R. (1973), Bilancio dell’empirismo contemporaneo. Scientia: 1-8.
- Cordeschi, R. (1972). Italian edition of the book of Russell B., La filosofia di Leibniz: esposizione critica con un’appendice antologica. Roma: Newton Compton Italiana.
- Cordeschi, R. (1967), Review of the book of Filiasi Carcano P., Paci E. et al., Filosofia e informazione. Padova: La Cultura, 5: 419-429.
- Cordeschi, R. (1966). Validità e reiezione nella logica aristotelica. Il problema della decisione. Report: Storia della Filosofia Antica. Istituto di Filosofia, Roma. Manuscript